# Frederick Rentschler
Frederick Brant Rentschler (né le 8 novembre 1887 dans l'Ohio, mort le 25 avril 1956) est un concepteur américain de moteurs d'avions, fondateur de la société Pratt & Whitney en 1925 et cofondateur de United Aircraft and Transport Corporation. Il a conçu et fabriqué de nombreux moteurs d'avion innovants pour l'époque, dont ceux utilisés dans les avions de Charles Lindbergh, Amelia Earhart et James Doolittle.

## Récompenses et reconnaissance
Il a été fait officier de la légion d'honneur en 1951 pour ses contributions aux progrès de l'aéronautique, et a fait la couverture du Time magazine. Un ancien aéroport porte son nom: Rentschler Field (airport) (en) (utilisé jusqu'en 1999) ainsi qu'un stade de football : Rentschler Field (stadium) (en).